# Arden with Ardenside
Arden with Ardenside/Arden var en civil parish från 1866 till 1986 då den blev en del av Hawnby, i grevskapet North Yorkshire, i England. Civil parish var belägen 12 km från Thirsk och hade 29 invånare år 1971. Byn nämndes i Domedagsboken (Domesday Book) år 1086, och kallades då Ardene.